# Kauler Hof

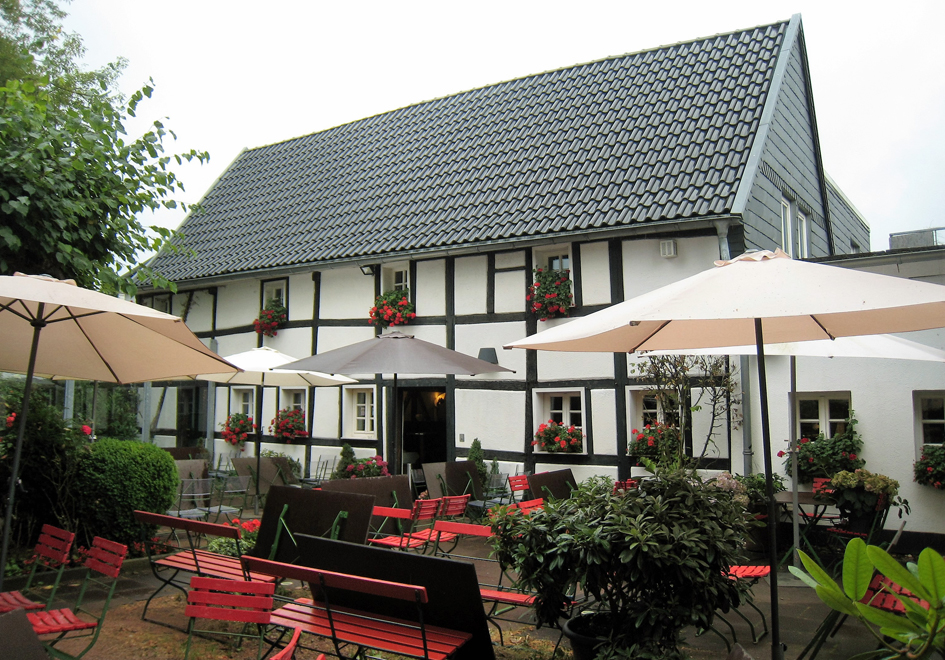
Gaststätte Kauler Hof

Der Kauler Hof ist eine Gaststätte im Stadtteil Kaule von Bergisch Gladbach im Rheinisch-Bergischen Kreis.

## Geschichte
Das älteste erhaltene Fachwerkhaus im Stadtgebiet von Bergisch Gladbach ist der Kauler Hof. Das Gut Kaule wurde erstmals um 1650 erwähnt und hatte damals den Namen Maurergut. Es dürfte sich auch um eine der ältesten Gaststätten im Stadtgebiet handeln, denn sie war schon 1844 in Betrieb. Bisher konnte aber das genaue Datum der Errichtung des jetzigen Gebäudes noch nicht ermittelt werden.
Als erster Eigentümer des Hofs ist 1650 ein Jean Curten mit der Bezeichnung „Maurer auf der Kaulen“ eingetragen. Als solcher galt er als einflussreich. Seine Tochter Katharina heiratete 1665 den Wüllenweber (Wollweber, =Weber von Wolle) Matthias Marx und erhielt den Kauler Hof als Mitgift. Danach wurde der Hof von verschiedenen anderen Eigentümern weiter bewirtschaftet. 1844 erwarb der in der Kaule wohnende Ackerer Wilhelm Eschbach das Anwesen zum Preis von 300 Talern und eröffnete sogleich eine Gaststätte darin. Über die Jahre wurde der Kauler Hof zum Mittelpunkt des dörflichen Lebens.

## Baudenkmal
Das Gebäude ist als Baudenkmal Nr. 113 in die Liste der Baudenkmäler in Bergisch Gladbach eingetragen.